# Вулиця Аттили Могильного
Вулиця Аттили Могильного — вулиця в Солом'янському районі міста Києва.
Названа на честь українського поета, письменника та перекладача Аттили Могильного.

## Розміщення
Пролягає від вулиці Миколи Василенка до Гарматної вулиці, вздовж парку «Орлятко».
Довжина вулиці — 600 метрів.

## Історія
Раніше — вулиця Проектна 13081. Виникла у зв'язку із будівництвом житлового комплексу «Козацький».
19 квітня 2018 року, рішенням Київської міської ради №492/4556, вулиці надано ім'я Аттили Могильного.